# Krasków (Opole)
Pour les articles homonymes, voir Krasków.
Krasków est une localité polonaise de la gmina et du powiat de Kluczbork en voïvodie d'Opole.